# 圣阿戈斯蒂诺
圣阿戈斯蒂诺（義大利語：Sant'Agostino），是意大利费拉拉省的一个市镇。总面积35平方公里，人口7079人，人口密度202.3人/平方公里（2009年）。ISTAT代码为038021。